# جورپای پسورا
جورپای پسورا (نام علمی: Aega psora) نام یک گونه از راسته جورپایان است. این گونه یک انگل ماهی در دریای اطلس محسوب می‌شود. جورپای پسورا عضوی از سرده آئگا است این گونه در سال ۱۷۵۸ میلادی توسط کارل لینه کشف و نامگذاری شده‌است. این جانور بیشتر انگل گونه‌هایی چون روغن ماهی اطلسی، کوسه گرینلند، چارگوش ماهی معمولی و دیگر گونه‌ها می‌باشد.